# Zofia Klimonda
Zofia Klimonda (ur. 25 października 1937 w Bielsku-Białej, zm. 14 marca 2002) – polska archeolożka, antykwariuszka i działaczka antykomunistyczna, która jako licealistka wraz z Natalią Piekarską i Barbarą Galas w marcu 1953 roku sprzeciwiała się zmianie nazwy miasta Katowice na Stalinogród i poniosła za to odpowiedzialność karną.

## Życiorys

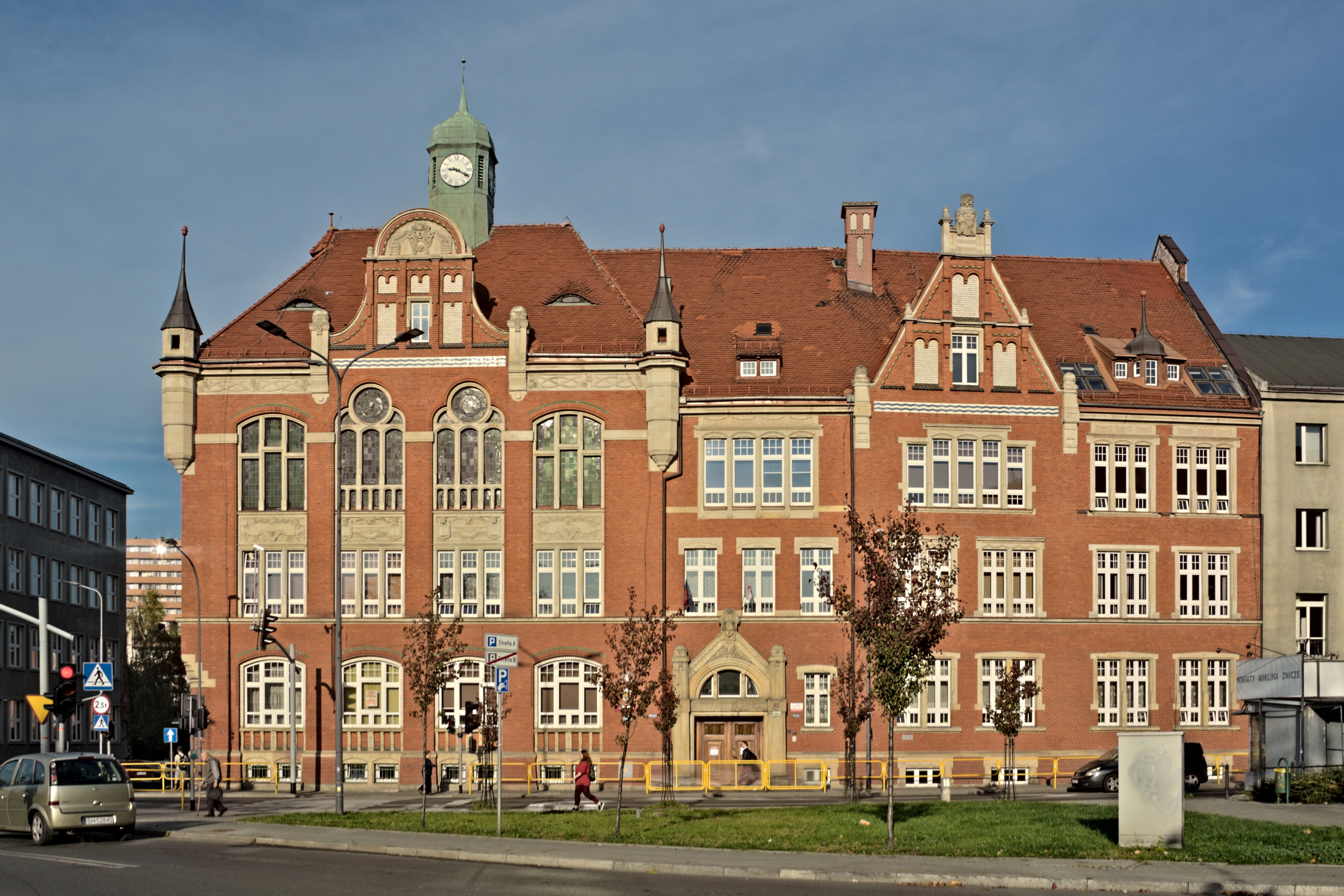
Budynek szkoły średniej w Chorzowie, gdzie uczyła się Zofia Klimonda

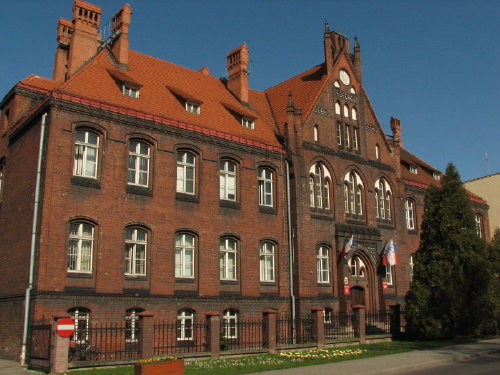
Budynek byłego Domu Poprawczego w Wodzisławiu Śląskim

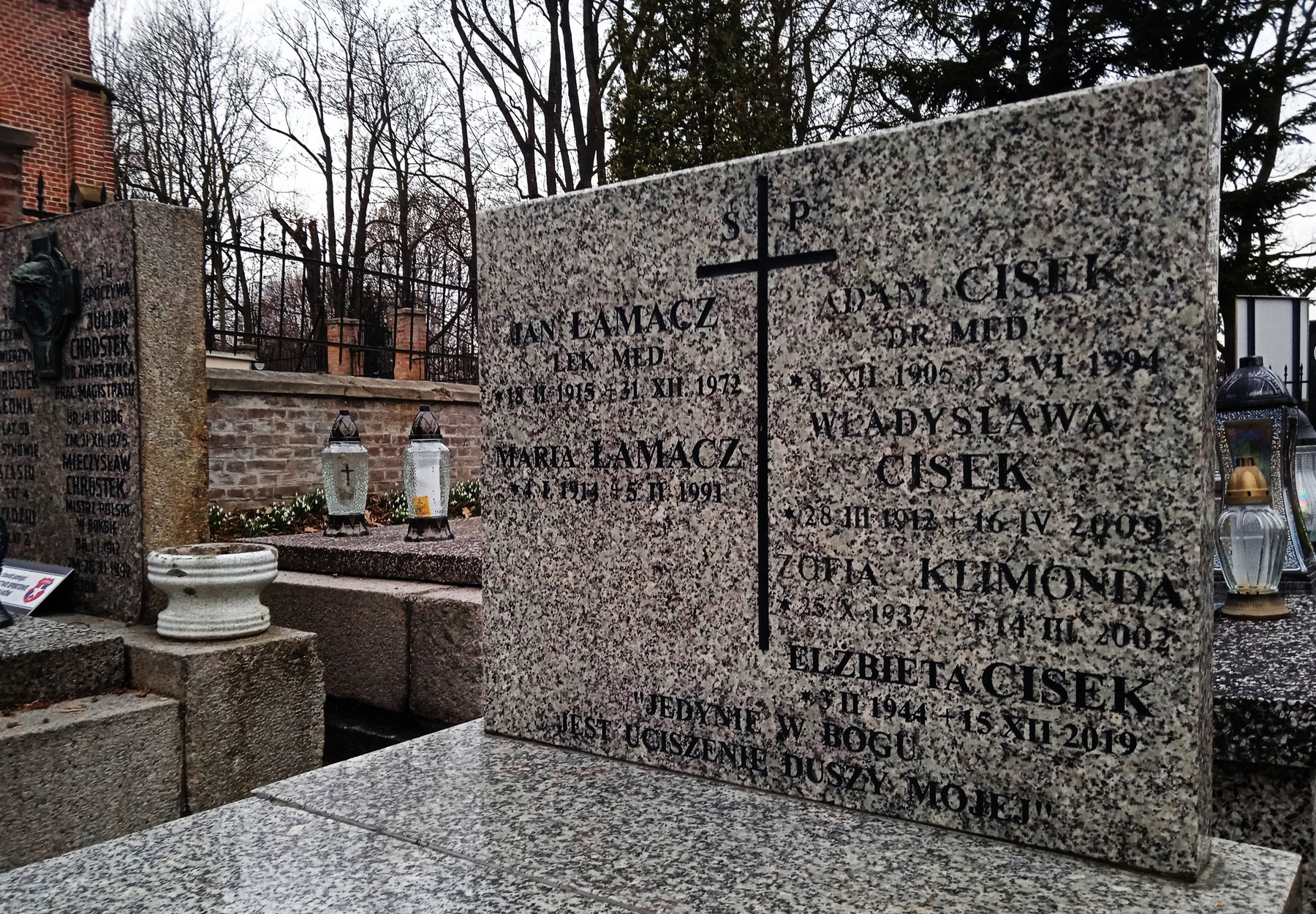
Zofia Klimonda – płyta nagrobna na cmentarzu na Salwatorze w Krakowie

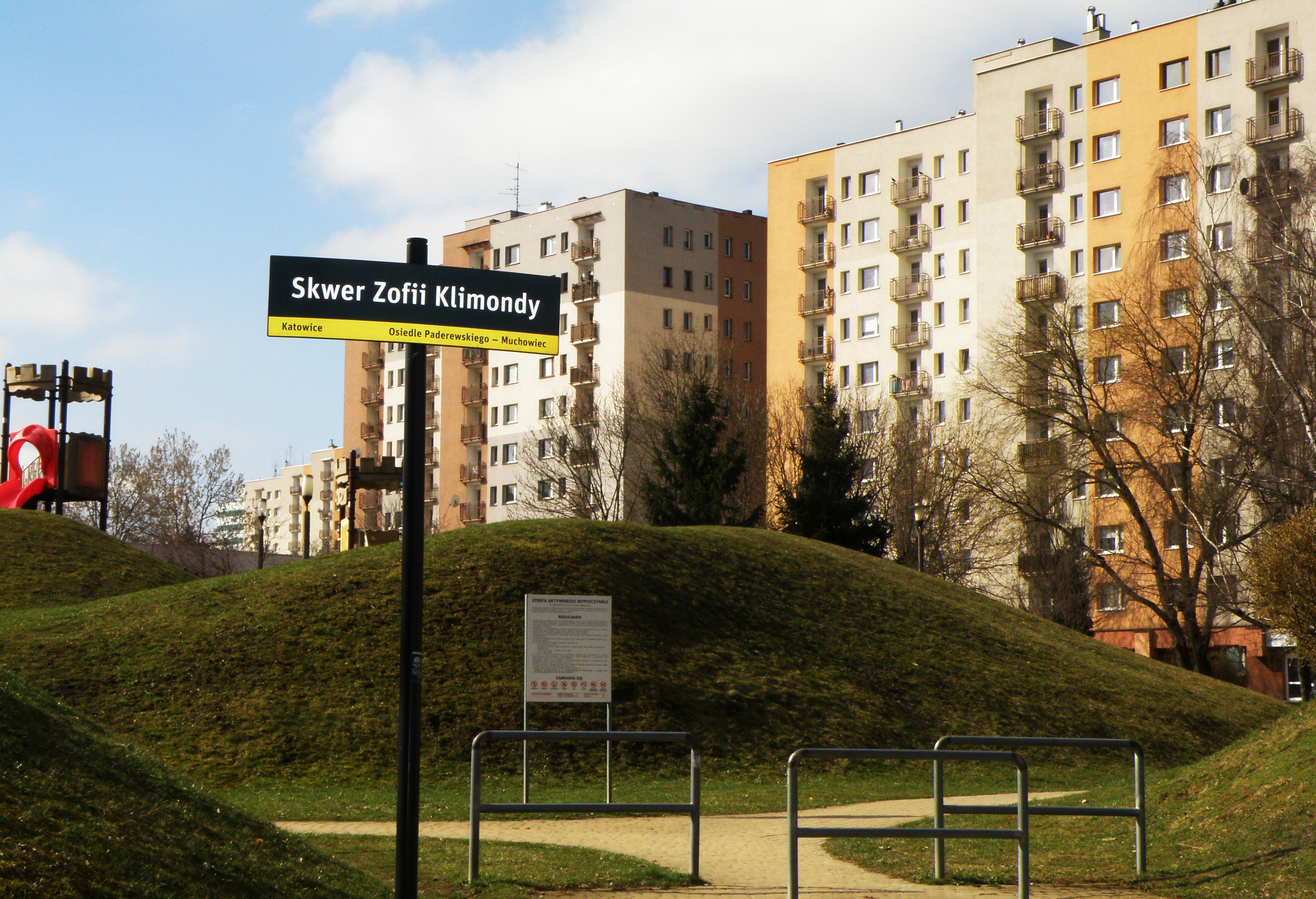
Skwer Zofii Klimondy w Katowicach

Urodziła się 25 października 1937 roku w Bielsku-Białej w rodzinie Zbigniewa i Wandy.
7 marca 1953 roku w Warszawie na posiedzeniu najwyższych władz komunistycznej Polskiej Zjednoczonej Partii Robotniczej podjęto decyzję o zmianie nazwy miasta Katowice na Stalinogród. Zofia Klimonda wraz z Natalią Piekarską i Barbarą Galas, trójka uczennic Państwowego Liceum Ogólnokształcącego dla Pracujących w Chorzowie (przekształconego w IV Liceum Ogólnokształcące im. Marii Skłodowskiej-Curie w Chorzowie), czynnie sprzeciwiła się tej decyzji, co poskutkowało represjami ze strony władz. Działania Klimondy, Piekarskiej i Galas polegały na rozklejeniu antykomunistycznych plakatów w Chorzowie, które przeprowadziły w nocy z 9 na 10 marca oraz na rozrzucaniu ulotek antykomunistycznych w dniach 10/11, 14, 16, 17 i 18 marca o treści: „Precz z komunizmem”, „Precz z Polski komuniści”, „Śmierć komunistom”, „Stalinogrodu nie będzie – pozostaną Katowice” czy „Katowice stolicą Śląska”.
18 marca 1953 roku, Zofia Klimonda będąca uczennicą dziewiątej klasy, została zatrzymana, a w miejscu zamieszkania funkcjonariusze organów ścigania przeprowadzili rewizję.  Poddano ją brutalnemu śledztwu, podczas którego była bita. Na mocy postanowienia Prokuratora Wojewódzkiego w Stalinogrodzie z dnia 21 marca została tymczasowo aresztowana i umieszczona w schronisku dla nieletnich. 8 czerwca postanowieniem Sądu Wojewódzkiego w Stalinogrodzie, na podstawie przepisu z tzw. małego kodeksu karnego, Zofię Klimondę, która nie miała jeszcze ukończonych 16 lat i była najmłodsza spośród osądzonej trójki uczennic, skazano na karę pobytu w zakładzie poprawczym. Podobny wyrok, kierujący do zakładu poprawczego, otrzymała Natalia Piekarska. Barbarę Galas, najstarszą z grupki dziewcząt i która ukończyła lat 17, skazano na cztery lata więzienia. 
Klimonda karę odbywała w Zakładzie Poprawczym dla Nieletnich w Wodzisławiu Śląskim przy ulicy Bohumińskiej, w budynku, który później przeznaczono na siedzibą Urzędu Miasta.  
W konsekwencji tych wydarzeń ojca uczennicy usunięto z kierowniczego stanowiska, został zatrudniony jako kreślarz. Cała trójka dziewcząt wyszła na wolność w 1956 roku i w tym samym roku przywrócono także nazwę Katowice.
Po powrocie do Chorzowa, Zofia Klimonda pozostawała przez rok pod dozorem kuratora sądowego. Wróciwszy do szkoły kontynuowała naukę, a po maturze rozpoczęła studia wyższe na Uniwersytecie Jagiellońskim  w Krakowie na kierunku archeologia śródziemnomorska. Po dyplomie znalazła zatrudnienie przy odnawianiu Zamku Królewskiego na Wawelu. Pracowała także na Politechnice Krakowskiej i krótko we Francji. Po powrocie rozpoczęła pracę w Państwowym Przedsiębiorstwie „Desa”. Jako antykwariuszka pracowała do czerwca 1997 roku.
Nie wyszła za mąż. Zmarła 14 marca 2002 roku. Pochowana została na cmentarzu Salwatorskim w Krakowie

## Upamiętnienie
- Skwer Zofii Klimondy w Katowicach, położony na obszarze dzielnicy Osiedle Paderewskiego-Muchowiec[14]. Do nadania nazwy doszło 60 lat po wydarzeniach z okresu eufemistycznie określanego „okresem błędów i wypaczeń”. Kobieta nie dożyła, w odróżnieniu od jej koleżanek, do dnia otrzymania tytułu „Honorowego Obywatela Miasta Katowice”[15][16].